# 圧気発火器

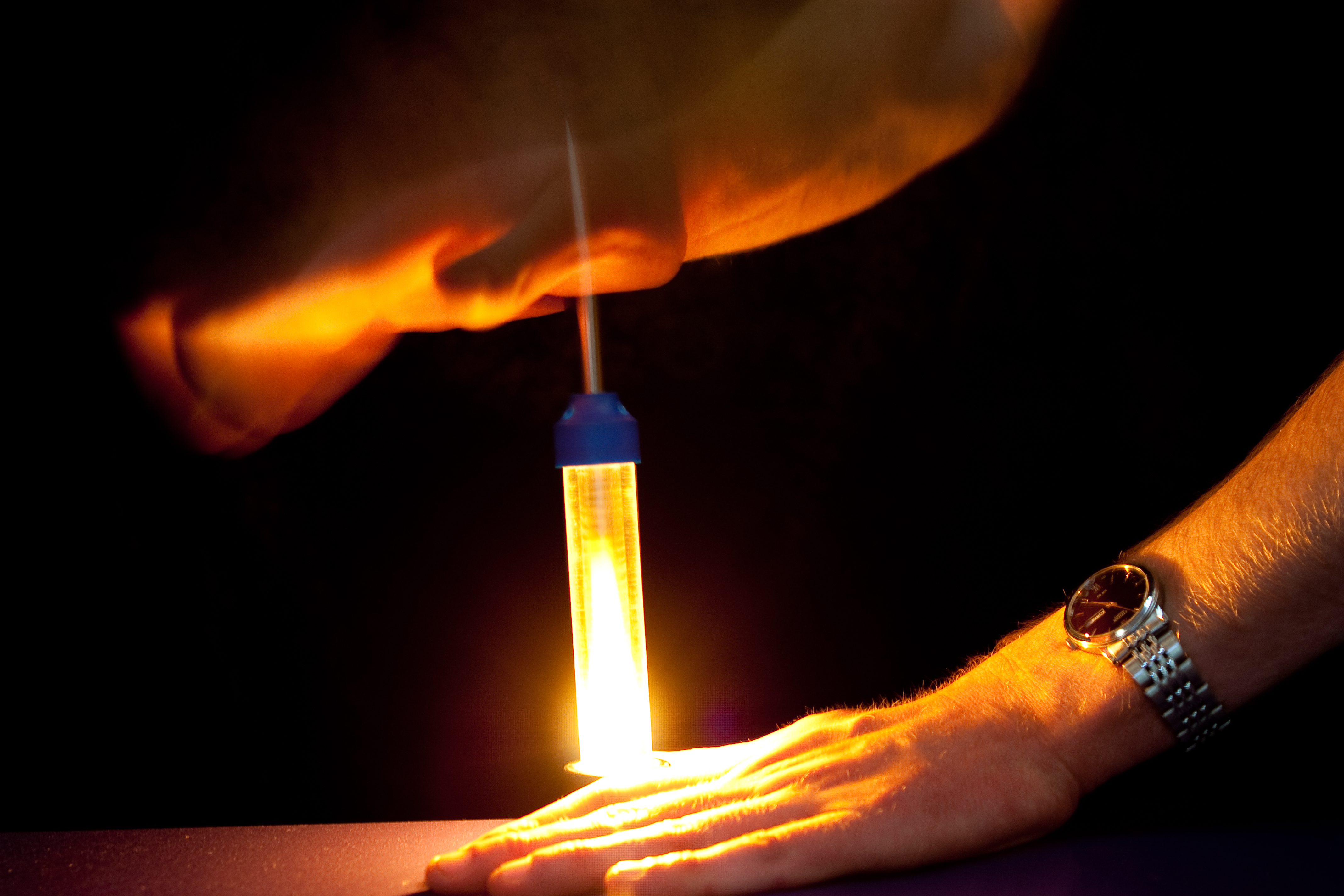
圧気発火器による発火実験の観察

圧気発火器(あっきはっかき)、または圧気発火具（あっきはっかぐ）、英名のカタカナ表記からのファイヤー・ピストン（英: fire piston）、発火ピストン、ファイヤー・シリンジ（英: fire syringe）と呼ばれるものは、空気を急激に圧縮することで(断熱圧縮)、火口（ほくち）を加熱して発火現象を起こすための道具である。主に東南アジアで発火具として使われていた。ドイツの機械技術者であったルドルフ・ディーゼルが東南アジアで使われていた圧気発火器に触れ、ディーゼルエンジンの発明に大きなインスピレーションを与えることになった。

## 構造と原理
構造は、片方の端を密閉した筒にピストンが入っており、手でピストンを押し下げるようになっている。筒の中またはピストンの先端に、もぐさ、綿などの着火材を火口として装着する。急激にピストンを押し下げるとシリンダ内の空気が断熱圧縮される。内部の温度が急激に上がり、これによって着火材が加熱し燃焼を起こすことで火種ができる。
圧気発火器は、気体をピストンを押し下げる仕事により、気体の分子の運動エネルギーが増して温度が高くなることを利用している。理想気体の圧力{\displaystyle P}と体積{\displaystyle V}の断熱過程には、ポアソンの法則より以下の関係がある。ここで{\displaystyle \gamma }は比熱比である。
{\displaystyle PV^{\gamma }={\text{const.}}}
空気はそのほぼすべてが2原子分子であり、2原子分子の比熱比は{\displaystyle \gamma =1.4}である。ポアソンの法則と状態方程式から、空気の絶対温度{\displaystyle T}[K]と体積{\displaystyle V}の断熱過程には以下の関係がある。
{\displaystyle TV^{0.4}={\text{const.}}}
ここで、温度{\displaystyle T_{1}}、体積{\displaystyle V_{1}}であった空気を圧縮して体積を{\displaystyle V_{2}}にしたとき、温度が{\displaystyle T_{2}}になったとすると、上の関係から以下となる。
{\displaystyle T_{2}V_{2}^{0.4}=T_{1}V_{1}^{0.4}}
{\displaystyle T_{2}=T_{1}(V_{1}/V_{2})^{0.4}}
たとえば温度27°Cの空気を1/10に圧縮すると、{\displaystyle T_{1}=273+27=300[K]}、{\displaystyle V_{1}/V_{2}=10}であるから、
{\displaystyle T_{2}=300*10^{0.4}=754[K]}
つまり、481°Cになり、着火材が発火する温度になることがわかる。
このとき空気の圧力は、圧力は体積に反比例するので10倍、絶対温度が300Kから754/300 = 2.5倍、両方で25倍になる。最初の圧力は1気圧であるから、25気圧まで圧縮する必要がある。仮にピストン断面を1cm2とすると、1気圧は1cm2あたり約10Nで、25気圧まで圧縮するためには、250Nで押す必要がある。

## 東南アジアの圧気発火器

### 概要

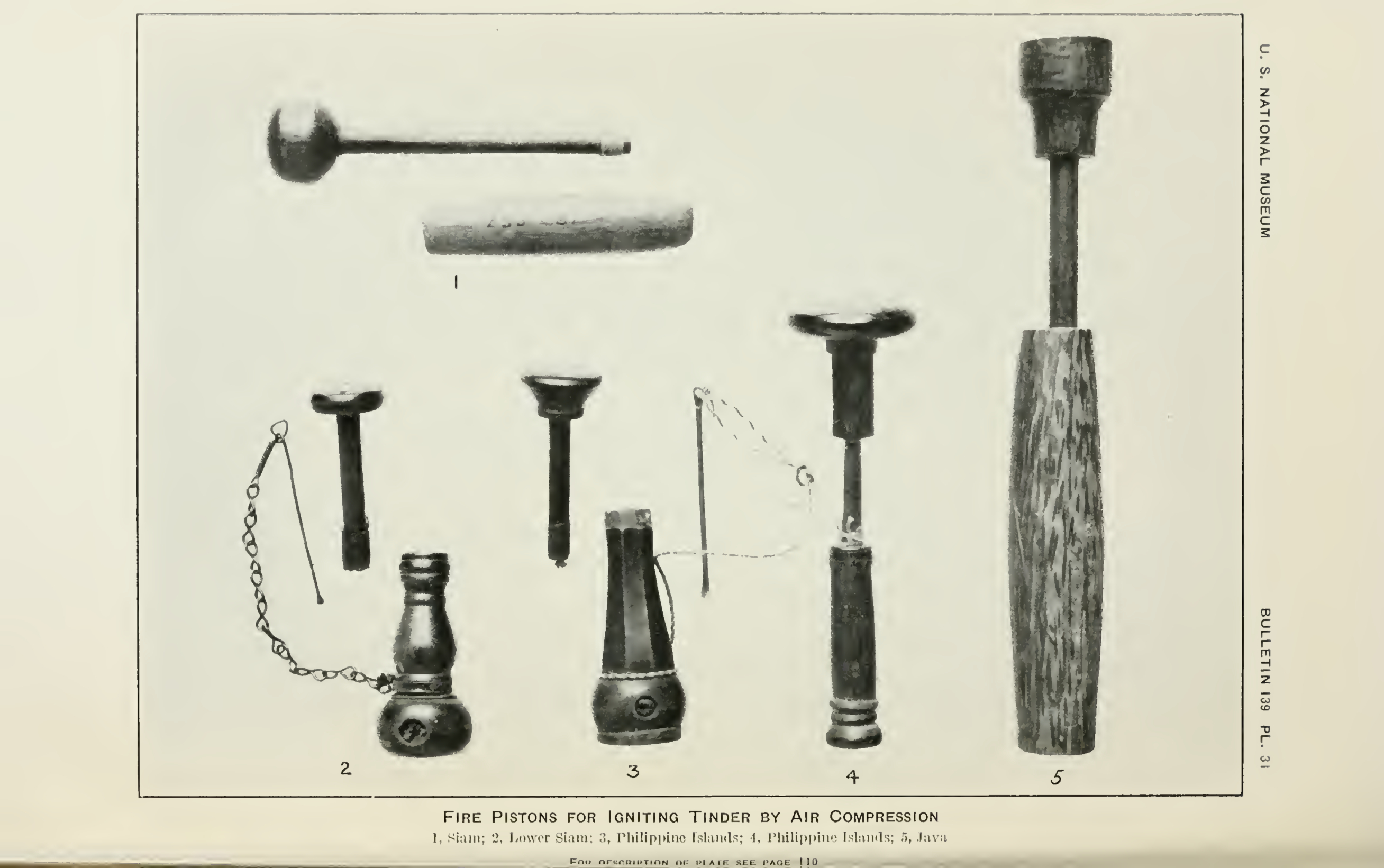
ウォルター・ホウが収集した東南アジアの圧気発火器。1および2、マレー半島。3および4、フィリピン諸島。5、ジャワ島

アメリカの民俗学者のウォルター・ホウは、『Fire as an Agent in Human Culture』の中でマレー半島、フィリピン諸島、ジャワ島で発見した圧気発火器を報告している。ヘンリー・バルフォアは、マレー半島、スマトラ島、ボルネオ島、ジャワ島、フローレス島、ルソン島など東南アジア一帯に広く分布していることをエスノグラフィーに記している。また圧気発火器の素描が残っている。安田徳太郎はビルマのシャン族、カチン族が圧気発火器を使っていると自著に記している。
特許事務所を経営し技術史の研究を行っていた奥村正二は、太平洋戦争の頃にペナン島を訪れた知人より、同島に古くから伝わるという圧気発火器を譲り受けた。筒もピストンも水牛の角でできており、ピストン側の棒の先端部には糸が巻かれ、油が塗ってありシリンダー内の気密を保つようになっていた。奥村は著書『世界の自動車』で紹介している。
関西大学教授であった下間頼一は、太平洋戦争時にスマトラ島に駐屯していた陸軍士官が持ち帰ったという水牛の角でできた圧気発火器を譲り受けた。下間は、東南アジアの圧気発火器は伝統的な焼畑農業に使われ、これは多雨多湿の環境下では火種の維持が難しく、圧気発火器による着火が都合がよかったと推察した。

### 起源
結論を述べると東南アジアにひろく存在した圧気発火器の起源は未詳である。
既述のように、ペナン島の圧気発火器を入手した奥村正二は、この圧気発火器の起源に興味を持ち、読者からの反応を期待して自著『世界の自動車』において、この圧気発火器を掲載したが、反応は皆無であった。そこで、亜細亜大学の教授であった玉置正美がペナン島を訪問すると聞き、調査を依頼した。しかし玉置からの報告は「圧気発火器は太平洋戦争中の不愉快な記憶と一体に結びついているようで、深く問いただすことができなかった」と奥村は記している。
岩城正夫は、奥村の所有していた圧気発火器の実物を見せてもらったことがあった。岩城は「技術が孤立して1つだけ存在するというのはまず考えられない。かならず類似の何かからヒントを得て生まれるし、それがまた必ず別の新しい技術のヒントになる《原文ママ》」としながら、「(圧気発火器による)この発火法だけは、あたかも孤立して、たった1つだけ存在しているかとさえ思われるほどである」と自著に記している。また岩城は「(水牛の角でつくられた圧気発火器について)ピストンを使っていること、空気がもれない工夫が必要なこと、圧縮して中の温度が高まることを承知していなければやれないこと、火口としてモグサの使用など、いろいろなことから考えて、どうも近代的な臭いがしないでもない」とも記述している。
中国科学史の研究を行っていたジョゼフ・ニーダムは、マレーシアやインドネシア付近の原始民族によって独自に発見したものだが、いつ頃発見されたかを示すことは困難であるとしている。ニーダムは、この東南アジアの圧気発火器の起源は中国の鞴(ふいご)が起源であったと推測した。ニーダムによると中国の周の時代、製鉄のために使われるようになった鞴は大型動物の皮からつくった皮袋であった。それが、缻(ほとぎ)に皮をかぶせたアコーディオンようなものに変化した。その後、皮の部分が徐々に減り、木の幹を繰り抜いて単動シリンダーをつくり補強した皮のピストンを取り付けたものに変化した。ニーダムによれば雲南地方にも単動ピストンによる鞴があり、東南アジアの圧気発火器の着想のもとになったのではないかと推察した。

### ヨーロッパへの伝来
16世紀に、ジャワ、マレー方面に進出したヨーロッパ人が、東南アジアの圧気発火器と遭遇したと考えられる。ヨーロッパ人たちは、これに感心して、改良した金属製の圧気発火器を作成した。
イギリスでは1807年に最初の圧気発火器の特許が取られている。以後、フランス、ノルウェー、スウェーデン、北米で広く発火具として使用されたと伝わっている。しかし、マッチが登場すると次第に消滅していった。

### 製法
ヘンリー・バルフォアの研究によれば、東南アジア一帯の圧気発火器は、円筒、ピストン、火口その他の付属品からなっている。素材は象牙、水牛の角の他に、木や竹が用いられ、これらを削って作られていた。ピストンには把手がつけられ、先端に窪みが掘られており、先端部の外周には紐や布が巻きつけられ、これがパッキンの役割を果たす。
以下、マレーシアのセメライ族による圧気発火器の製造の様子を記録した動画のリンクである。
- Firepiston construction 1, demonstrated by a native Semelai. Part 1 of 2 - YouTube
- Firepiston construction 2, demonstrated by a native Semelai. Part 2 of 2 - YouTube

### ディーゼルエンジン発明のインスピレーション

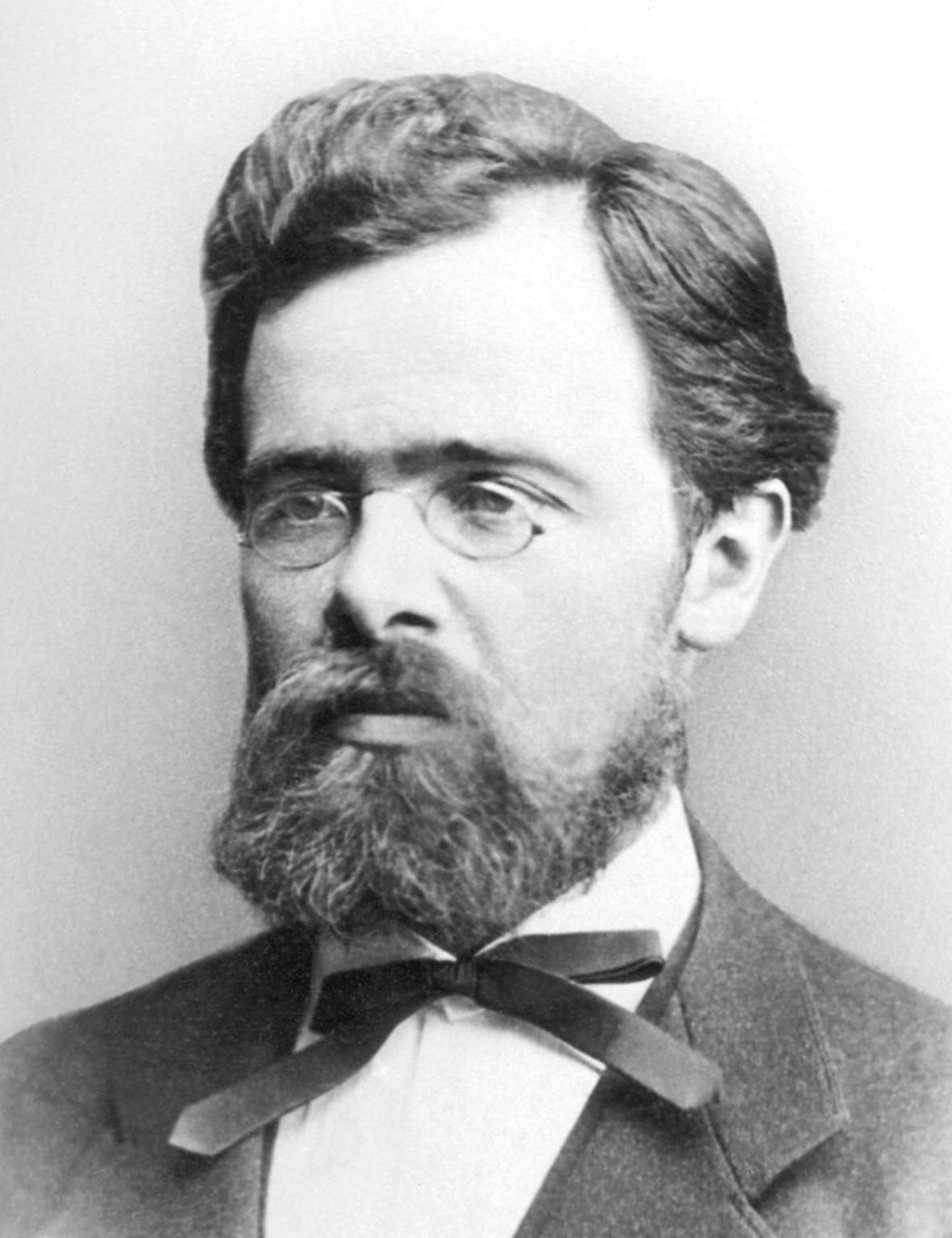
カール・フォン・リンデ
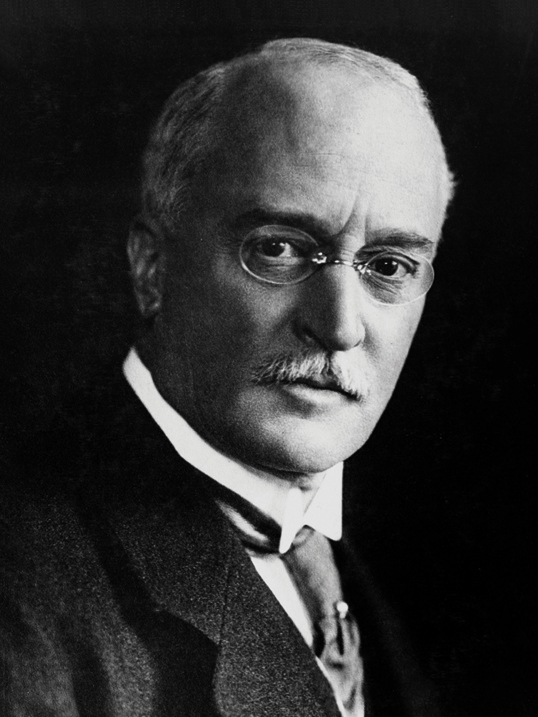
ルドルフ・ディーゼル
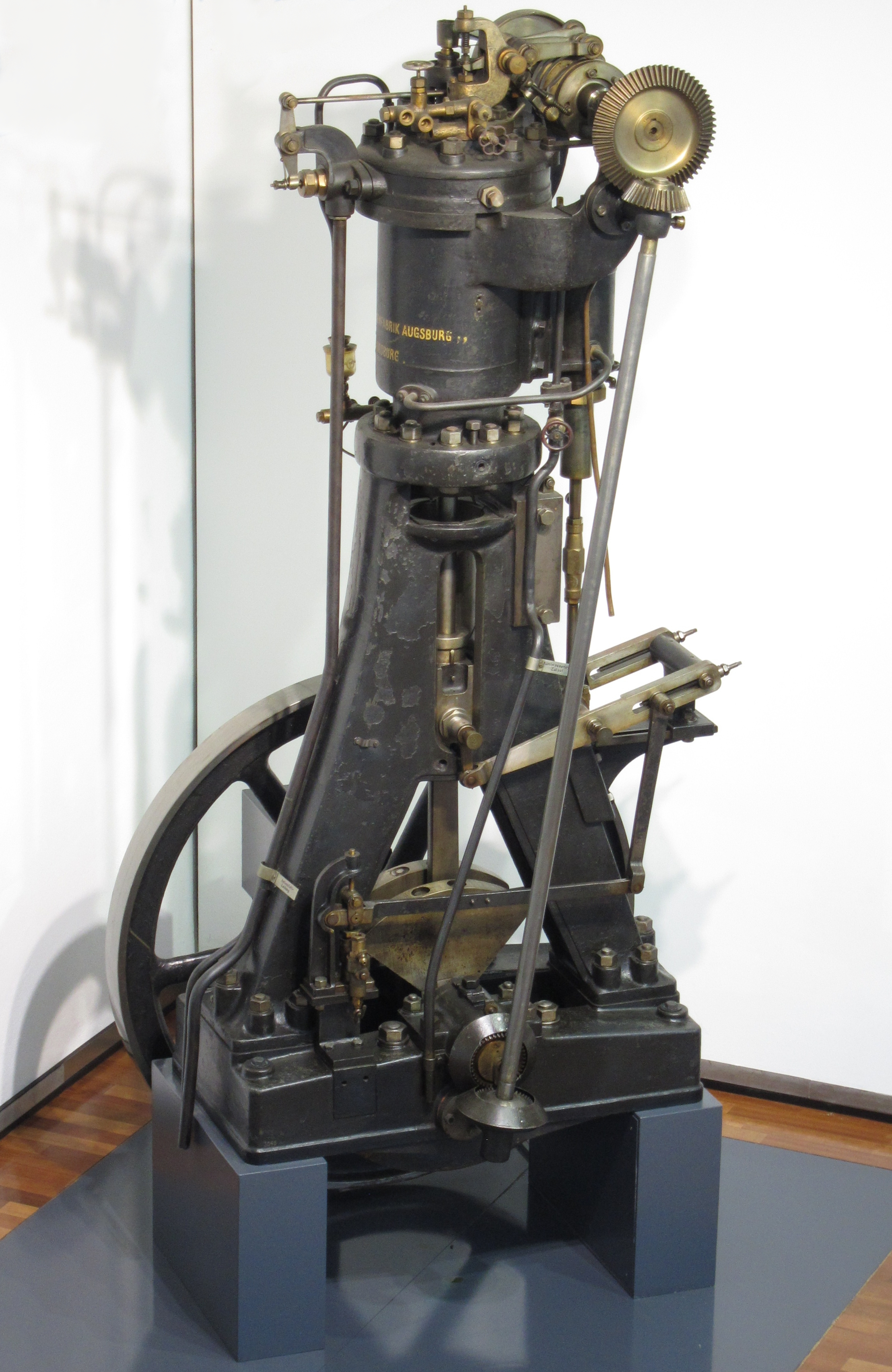
ルドルフ・ディーゼルが発明した最初のディーゼルエンジン

冷凍機の発明で著名であったカール・フォン・リンデは、マレーシアのペナン島での講演に招かれたときに土産として圧気発火器を譲り受け、ドイツへ帰国した。1877年頃、リンデがミュンヘン工業学校での帰朝講演で、この圧気発火器を実演して、葉巻に火をつけた。ルドルフ・ディーゼルは、この講演を聴講していた。ディーゼルは「この体験は、高圧内燃機関を発明するのに、もっとも大きな刺激となったもののひとつだった」と回顧している。

## 断熱圧縮についての理科実験

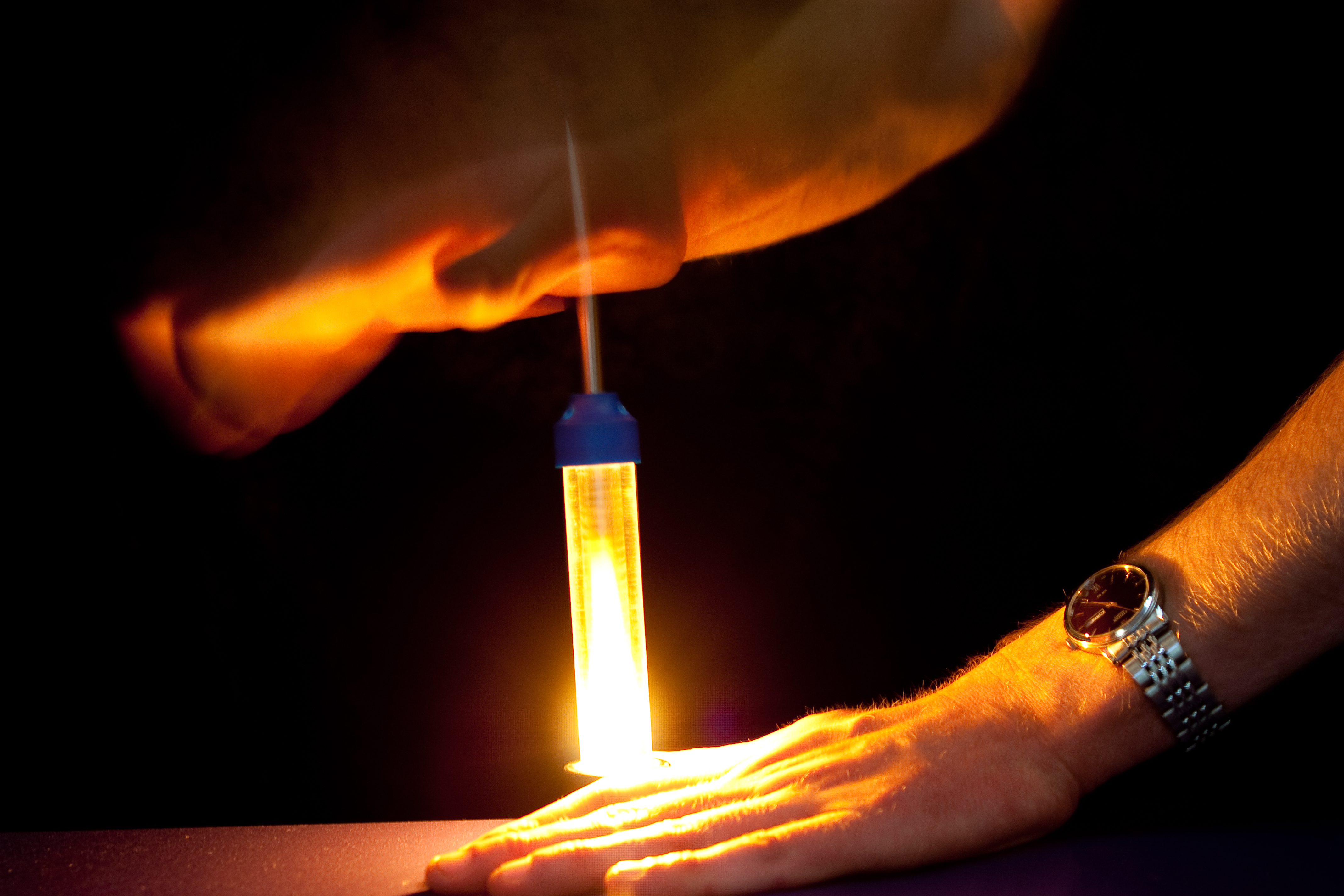
実験観察用として透明アクリルチューブを使った圧気発火器による圧縮発火の実験

理科教育を専門とする滝川洋二は、断熱圧縮への理解として、圧気発火器の理科授業での実施は有効であると主張している。また、ディーゼルエンジンの原理理解にとっても、実験を通した授業は有効であるとされる。

### 圧縮発火実験の概要
アクリルやガラスなどでできた透明の筒をもつ圧気発火器を用いれば、筒の中の状態を目で観察できる。筒の中に火口として綿、ティッシュペーパーなどを入れて、一気にピストンを押し込むと、発火の様子が観察できる。

### 他の状態変化の観察
ドライアイスは1気圧のもとでは固体から気体に昇華するが、透明な筒でできた理科実験用の圧気発火器の中にいれてゆっくりとピストンを押し下げると、ドライアイスの液化が観察できる。この状態から、ピストンを引き上げると再び固体のドライアイスに戻る。またブタンガスをシリンダ内に入れてゆっくり圧縮するとやはり液化したブタンを観察することができる。

## アウトドア用品

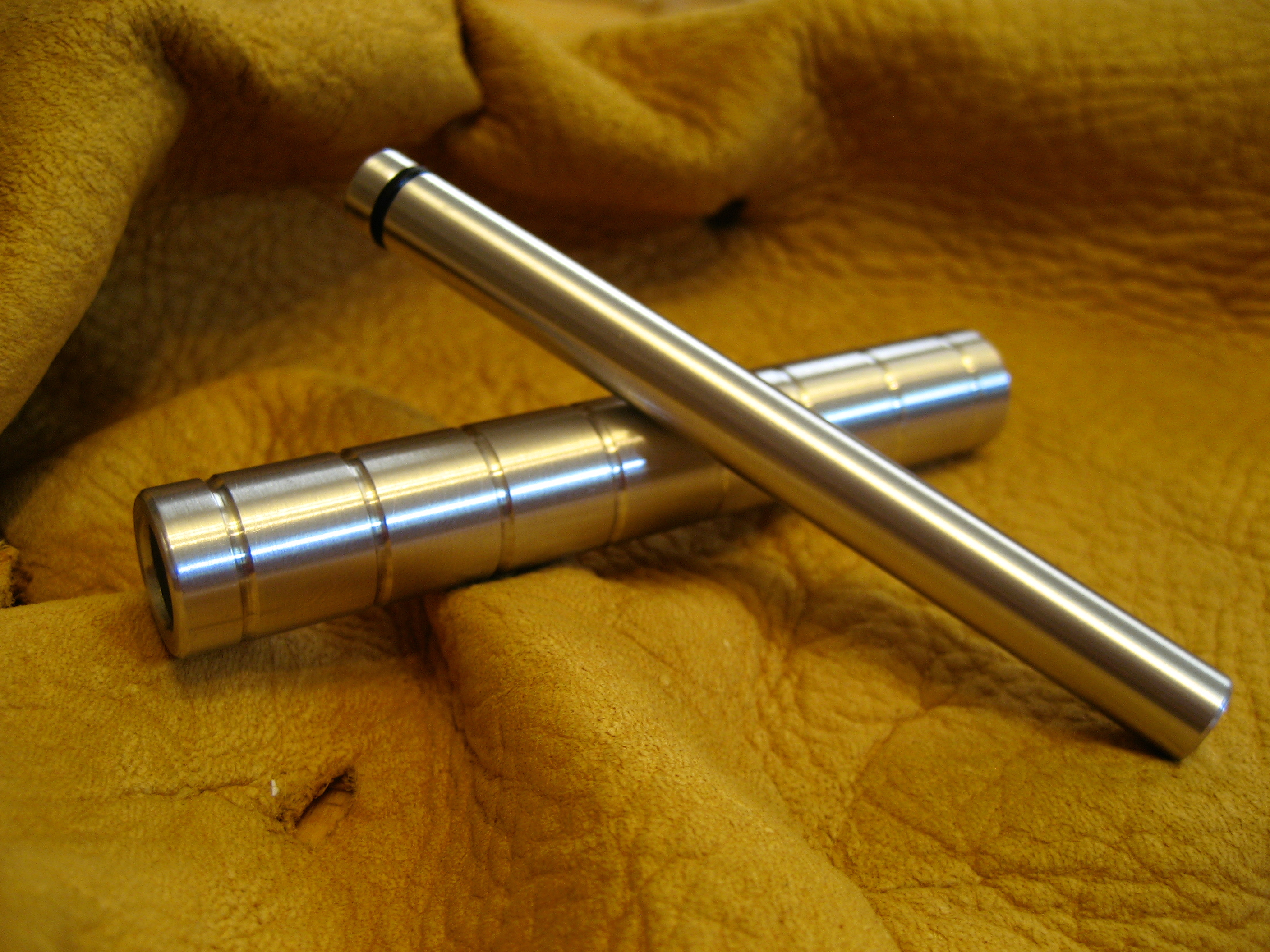
アウトドア用の圧気発火器

アウトドア用途の発火用具として、主に金属製の圧気発火器が販売されている。